# Deens Radio Symfonieorkest

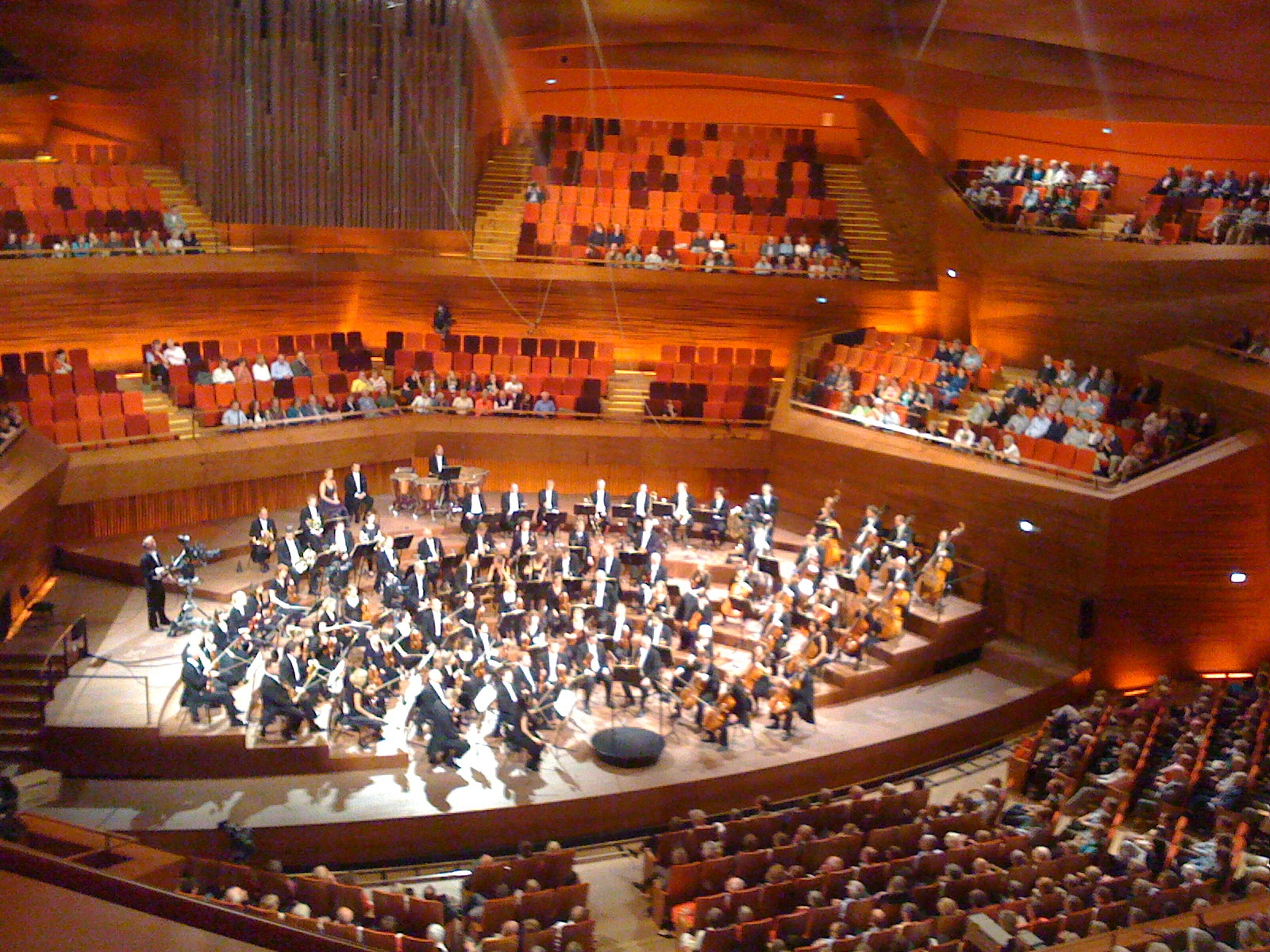
Het Deens Radio Symfonieorkest in de grote concertzaal van Konserthuset, DR Byen, Kopenhagen.

Het Deens Radio Symfonieorkest ((da)  DR Symfoniorkestret, vroeger DR Radiosymfonieorkestret), gevestigd in Kopenhagen, is het symfonieorkest van Danmarks Radio. Bij cd-opnamen en bij optredens buiten Denemarken gebruikt men de naam Danish National Symphony Orchestra / DR, soms Danish National Radio Symphony Orchestra.
Het orkest wordt, samen met het eveneens in Kopenhagen gevestigde Koninklijk Deens Orkest (Det Kongelige Kapel), beschouwd als toporkest van Denemarken. Het heeft sinds de oprichting in 1925 een aantal gerenommeerde dirigenten op de bok gehad, onder wie Bruno Walter, Nikolaj Malko en Leopold Stokowski. Het orkest is niet verbonden aan een specifiek platenlabel. Opnamen verschijnen bij Dacapo, Chandos, Decca en EMI.
Sinds 2009 heeft het orkest zijn thuisbasis in de 1800 stoelen tellende concertzaal van Konserthuset, deel uitmakend van DR Byen, het omroepkwartier van Danmarks Radio in Ørestad op het eiland Amager bij Kopenhagen.

## Chef-dirigenten
- 1925-1927 Launy Grøndahl
- 1930-1937 Nicolaj Malko
- 1937-1951 Fritz Busch
- 1967-1977 Herbert Blomstedt
- 1979-1982 Jan Krenz
- 1983-1985 Hans Graf
- 1986-1988 Lamberto Gardelli
- 1988-1995 Leif Segerstam
- 1995-1998 Ulf Schirmer
- 2000-2004 Gerd Albrecht
- 2004-2011 Thomas Dausgaard
- 2012-2014 Rafael Frühbeck de Burgos
- 2017- Fabio Luisi